# Euxoa illata
Euxoa illata là một loài bướm đêm trong họ Noctuidae.